# Juzgado Federal de Junín
El Juzgado Federal de Junín es una dependencia de la Justicia Federal de La Plata, que a su vez es una de las jurisdicciones del Poder Judicial de Argentina.

## Ubicación
Se encuentra en Bartolomé Mitre N.º 180 de la ciudad de Junín.

## Dependencias
- Juzgado Federal de Junín

Juez de primera instancia: Dr. Héctor Pedro Plou
- Secretaría Civil

Secretario: Dr. Matías Fernández Pinto
- Secretaría Penal

Secretaria: Dra. María Cecilia Mac Intosh
- Secretaría Tributaria y Previsional

Secretario: Dr. Hugo Mario Inglese

## Competencia
La competencia del juzgado es múltiple, excepto electoral. Abarca los siguientes partidos:
|  | - Carlos Casares - Carlos Tejedor - Chacabuco - Florentino Ameghino - General Arenales - General Pinto - General Viamonte | - General Villegas - Hipólito Yrigoyen - Junín - Leandro N. Alem - Lincoln - Nueve de Julio - Pehuajó | - Pellegrini - Rivadavia - Rojas - Salliqueló - Salto - Trenque Lauquen - Tres Lomas |